# 横河ブリッジ
株式会社横河ブリッジ（よこがわブリッジ）は、千葉県船橋市に本社を置く日本の鋼橋メーカー。鋼橋専業では国内最大手である。建築家・横河民輔博士の興した横河グループの中核企業の一つで、横河建築設計事務所や横河電機は兄弟会社である。横河電機との資本的な関係は薄まっていたが、近年、再び横河電機が大株主になっている。現在は、持株会社である横河ブリッジホールディングス（よこがわブリッジホールディングス; YBHD）の事業会社として、橋梁事業の他、精密機器の開発・製造などを手掛ける。
本項では横河ブリッジによる事業とYBHDグループの概要について記す。

## 概要
日本を代表する建築家・横河民輔博士が創業した横河工務所（現・横河建築設計事務所）の橋梁部門が分社する形で横河橋梁製作所が発足。創業以来、国内外の著名な橋を多く手掛け、鋼橋専業メーカーの老舗・名門としての地位を確立している。
大東亜戦争以前に朝鮮半島や満州にも進出し、社業は拡大するが、日本の敗戦により在外資産のほとんどを失った。しかしながら、戦後復興や高度経済成長に支えられ、会社再建を実現。主力の橋梁事業の他、全国的な高層建築物などの建設ラッシュに伴う鉄骨需要の増加が発展を支えた。平成不況の下では市場の縮小も相まって、需要が低迷して業績は伸び悩んだが、2010年代に入ると業績が再び成長軌道に乗り、現在の経営状態は良好である。

## 沿革
- 1907年2月 - 横河民輔が大阪市西区にて横河橋梁製作所を創業。
- 1911年10月 - 鉄道院から橋桁製作工場に指定。同年に阪堺電気軌道大和川橋梁を架橋。
- 1914年3月 - 東京府東京市深川区（当時、現: 東京都江東区）に東京工場開設。関東大震災による閉鎖を経て深川工場として1978年まで存続。
- 1918年5月 - 株式会社に組織を変更（企業としての設立）。
- 1922年1月 - 東京都港区芝浦に新東京工場（芝浦工場）を開設。
- 1945年12月 - 本社を東京都麹町区（当時、現・千代田区）丸の内に移転。
- 1957年11月 - 本社を東京都港区西芝浦に移転。
- 1964年10月 - 大阪府堺市（現在の西区）に大阪工場を開設。
- 1969年2月 - 芝浦工場を閉鎖、千葉県千葉市（現在の美浜区）に千葉工場を開設。1999年まで存続。
- 1991年10月 - 社名を株式会社横河ブリッジに変更。
- 2005年10月 - 橋梁談合事件に関与していた疑いで公正取引委員会の立ち入り調査を受ける。この調査で、横河ブリッジが受注調整に主導的な役割を果たしていたことが判明、2007年に国土交通省から建設業法に基づく処分を受ける。
- 2007年8月 - 企業分割を実施。新たに橋梁・鉄骨事業を行う完全子会社の「株式会社横河橋梁」を設立し事業譲渡、同日社名を「株式会社横河ブリッジ」に変更。（旧）横河ブリッジは純粋持株会社となり、「株式会社横河ブリッジホールディングス」 (YBHD) に改称。
- 2015年10月 - 横河工事株式会社と合併。

## 主な施工実績
- 勝鬨橋
- 言問橋
- 紀勢宮川橋
- 隅田川橋梁 (総武本線)
- クウェー川鉄橋（修復）
- 阪堺電気軌道大和川橋梁
- 大鳴門橋
- 横浜ベイブリッジ
- レインボーブリッジ
- 東京湾アクアライン橋梁部
- 明石海峡大橋
- 多々羅大橋
- 来島海峡第三大橋
- 若戸大橋
- 夢舞大橋
- 多摩川スカイブリッジ

## 事故
- 1997年9月2日4時35分頃、北海道千歳市にて送り出し架設工法で建設中の北海道横断自動車道千歳恵庭ジャンクションの橋桁が落下し作業員3名が死亡、2名が負傷。
- 2016年4月22日16時30分頃、新名神高速道路の三井住友建設との共同企業体である有馬川橋梁工事現場において橋桁が落下し、2名が死亡、8名が負傷者する事故が発生した[1]。橋桁は送り出し架設工法を採用していた。

## YBHDグループ
かつての横河ブリッジの子会社を統括する形となっており、構成各社は横河ブリッジの関連事業を手がける会社が多い。
- 株式会社横河ブリッジホールディングス（英: Yokogawa Bridge Holdings Corp.[3]） - 純粋持株会社。JPX日経中小型株指数の構成銘柄の一つ[4]。
  - 株式会社横河ブリッジ - 鋼橋・鉄骨の設計製造。2015年10月に横河工事株式会社（かつては東証2部上場）を吸収合併。
  - 株式会社横河システム建築 - 非住宅建築物の設計・施工・管理
  - 株式会社楢崎製作所 - 各種機器、プラント等の製作。北海道室蘭市に本社を置く。元々旧楢崎産業の創業家により設立した兄弟会社・旧楢崎造船所であり、祖業の造船業が分離独立したのが名村造船所傘下で地場の船渠メーカーである函館どつくの子会社・楢崎造船である（2009年1月1日に吸収合併）。
  - 株式会社横河NSエンジニアリング - 鋼構造物の設計・製作・施工。YBHDが60%、住友金属工業（現日本製鉄）が40%出資。元々住友金属の土木エンジニアリング部門であったが、2009年7月に分社化し土木エンジニアリングの完全子会社「株式会社住金ブリッジ」となった。2009年10月にYBHDが資本参加し横河住金ブリッジに社名変更。更に2019年4月に社名変更を横河NSエンジニアリングに変更。
  - 株式会社横河技術情報 - 情報処理部門
  - 株式会社ワイ・シー・イー - 橋梁等の点検・補修